# 3137 Horky
A 3137 Horky (ideiglenes jelöléssel 1982 SM1) a Naprendszer kisbolygóövében található aszteroida. Antonín Mrkos fedezte fel 1982. szeptember 16-án.